# 이동훈 (교수)
이동훈 (1922년 5월 26일~1974년 11월 14일)은 대한민국의 교수이며 한국 합창음악의 선구자이며, 교회음악사의 대표적인 인물이다. 바이올리니스트, 지휘자, 테너, 그리고 작곡가로 활동하며 특히 합창음악과 찬송가 분야에 큰 자취를 남겼다. 경희대학교, 숙명여자대학교, 숭실대학교, 장로회신학대학교 등에서 교수로 활동하였다. 그의 부친은 한국에서 존경받는 이기혁 목사이다. 그의 아내는 음악가 김병숙이며, 칼뱅학자 이수영 박사가 그의 아들이다. 한국 교회음악의 뿌리라고 불리워지는 이동훈 교수는 한국 교회음악의 정체성 확립과 부흥에 크게 이바지한 인물로, 그의 찬송가와 합창곡은 지금도 많은 교회에서 사랑받고 있다. 1974년 합창 지휘를 마치고 귀가 중 불의의 교통사고로 향년 52세로 별세하였다. 그의 아내 음악가 김병숙과 결혼하여 슬하에 장남 이수철은 바이올린을 전공하여 주안장로교회 오케스트라를 창단, 한국교회음악협회 이사장을 역임했고, 차남 이수영은 장로회신학대학교에서 후학을 가르치고 새문만 교회를 담임하고 은퇴하였다. 장녀 이정희는 현재 미국에서 음악선교사로 활동 중이며, 차녀 이정옥은 에스더 선교합창 단원이자 서울장신대학교 총장을 역임한 이용원 교수의 사모로 사역 중이다.

## 어려서부터 드러난 음악가로서의 천부적 재능
이동훈은 1922년 5월 26일 평북 의주군 고진면 서제동 남산교회 사택에서 장로교 목사의 장남으로 태어났다. 그 후로 그의 호적상 본적은 줄곧 그의 부친을 따라 평안북도 용천군 용암포읍 운흥동 49번지였다가 한 차례 인천제일교회의 주소인 인천광역시 중구 송학동 2가 18번지로 바뀌었다. 그는 1927년 평북 선천의 명신소학교에 입학했고 신의주의 공립동중학교를 1940년에 졸업했으며, 음악을 공부하기 위해 일본으로 건너갔다. 그는 어린 시절부터 지능과 예술적 감성뿐 아니라 각종 재능에 뛰어났다. 그가 중학교에 입학할 때는 그의 나이가 입학적령에 미달하고 있었기 때문에 남들보다 4과목 더 많은 8과목에 걸친 검정시험을 20명과 함께 쳐서 1등으로 조기 입학했다. 중학생 때는 일본, 독일, 이탈리아 3개국 학생 미술대회에 참가하여 3등에 입선하기도 했다. 그는 사진기를 조립하기도 하고 사진을 찍고 현상과 인화를 직접 하기도 했다. 그러나 무엇보다도 그가 좋아한 것은 음악이었다. 그는 소학교 시절 남달리 아름다운 목소리로 노래하며 음악 점수를 늘 만점을 받곤 했지만 특히 그의 관심을 끈 것은 바이올린이었다. 그는 여섯 살 되던 해 옆집에 사는 사람이 바이올린을 켜는 것이 부러워 한 손으로 자기 코를 잡고 다른 한 손으로 활을 긋는 시늉을 하곤 했다. 그 모습을 본 부친이 장난감 바이올린을 사주자 그것을 친구 삼아 가지고 놀던 그는 조금 더 커서는 그것으로 만족하지 못하고 그의 뛰어난 손재주를 발휘해 직접 나무를 깎고 줄을 매어 장난감보다는 조금 더 바이올린에 가까운 것을 만들어 연주하는 흉내를 내곤 했다. 그것을 지켜보던 부친은 그가 어린 나이에 신의주 동중에 조기 입학하자 목회자의 넉넉지 못한 경제적 여건에도 불구하고 그에게 선물로 진짜 바이올린을 구입해주었다. 그러나 그에게 바이올린을 가르쳐줄 선생이 없었기 때문에 그는 홀로 열심히 연주하는 법을 깨우치고 익혔다.
이처럼 남달리 뛰어난 여러 가지 재능을 지닌 그였지만 그에게서 그 무엇보다도 중요한 것은 그의 철저한 신앙과 강직한 성품이었다. 목회자이신 부친과 올곧은 성품의 모친으로부터 어릴 적부터 받은 엄격한 신앙교육 때문이기도 했겠지만 그는 학생시절부터 불의와 타협할 줄을 몰랐다. 신사참배 강요가 극에 달했던 시절이었음에도 불구하고 그는 단호하게 신사참배를 거부했다. 난처해진 학교는 그를 퇴학시킬 수 있다며 엄포도 놓고 회유도 하며 강당에 불러 체벌도 했지만 소용이 없었다. 결국 이동훈은 정학 처분을 받았다. 재학시절 내내 성적이 우수했던 그였기에 학교에서도 졸업은 하게 해주어야 하지 않겠느냐고 결론을 내리고 정학 처분으로 그쳤던 것이다. 그가 정학 처분을 받고 집에 돌아왔을 때 그의 부친은 아들을 칭찬했다. 그렇게 그는 그의 학교에서 끝까지 신사참배를 하지 않고 졸업한 유일한 학생으로 남았다.
중학교를 졸업하고 대학에 진학하는 문제가 나왔을 때 그의 모친은 그가 의과대학에 가서 의사가 되기를 원했지만 그는 부모에게 끈질기게 간청하여 음악학교에 가는 것을 허락받았다. 그가 음악을 너무나 좋아하기도 했지만 신앙을 증언하고 복음을 전파하는 하나님의 나라 일을 위해서는 음악이 더 크게 쓰임 받을 수 있다는 생각을 일찍이 가졌기 때문에 돈 버는 일과는 상관없는 음악의 길을 택한 것이다.
아무도 가르쳐주는 이 없이 순전히 독학으로 바이올린과 성악을 익히다가 1940년 일본으로 건너간 이동훈이 동경제국음악학교에 입학하게 된 것은 기적이 아닐 수 없다. 그가 시험을 칠 때 심사위원 교수들은 그가 그 누구도 사사하지 않고 시험에 응한 사실에 놀라워하며 그의 재능과 장래성을 인정하여 예과를 거치지 않고 곧바로 본과에 입학하도록 허락했다. 거기서 그는 바이올린을 배우는 사람이라면 누구나 아는 스즈키 교육법을 개발한 당대의 유명한 신이치 스즈키 교수를 사사하며 열심히 공부하여 1943년 졸업할 때는 많은 경쟁자를 물리치고 신인연주회에 출연하여 호평을 받았다. 그래서일까? 훗날 이동훈은 제대로 된 바이올린 교칙본을 구하기 힘들었던 한국음악계에 초급에서부터 중급에 이르는 체계적인 바이올린 교칙본들을 차례로 펴내 오랜 세월 한국에서는 바이올린을 배우는 이들은 모두 그가 펴낸 교칙본으로 바이올린을 배웠다.
동경제국음악학교 1학년 때 이동훈은 여름방학을 맞아 귀국하여 교회에서 예배 때 바이올린 연주도 하고 독창을 하기도 했는데 그러기 위해 반주자가 필요했다. 서울도 아닌 지방에서 피아노를 치는 사람이 흔하지 않을 때 그가 만난 여인이 그 뒤에 그와 결혼하게 된 세 살 위의 김병숙이다. 평양에서 자란 그녀는 피아노를 전공한 음악가는 아니었으나 금광과 냉면집 경영으로 돈을 벌어 경제적으로 여유가 있을 뿐 아니라 생각이 깨어있고 열려있었으며 맏손녀인 그녀를 특별히 사랑했던 조부의 배려로 일찍이 피아노를 배웠고 보육전문학교를 졸업한 후 유치원에서 보모의 일을 하고 있었다. 연주자와 반주자로 만난 그들은 함께 교회에서 연주하고 찬송하는 가운데 사랑을 싹 틔웠다. 일찌감치 결혼을 생각하게 된 이동훈이 부모에게 김병숙과의 혼인 의사를 내비치며 허락을 구하자 그의 부모는 노하여 공부 집어치우고 돌아오라며 학비도 보내지 않았다. 그는 학비를 벌기 위해 개인교습소 간판을 걸고 성악, 바이올린, 기타를 가르치는 한편 공장에 나가 노래를 가르치기도 하고 도쿄의 유명한 소녀가극단에서 엑스트라 반주도 하며 교회 찬양대에서 지휘를 하기도 했다. 그들의 만남과 사랑의 교제는 계속되었지만 그들의 혼인이 성사되기는 힘들었다. 그녀의 부모들도 풍각장이에게 시집가면 평생 가난하게 고생만 할 것이라는 이유로 완강히 반대했고, 이동훈 쪽에서는 특히 모친이 반대했다. 의과대학에 안 간 것도 속상한데 졸업도 하기 전에 결혼 이야기를 꺼내니 좋아할 리가 없었다. 그래도 두 사람의 사랑은 그 어떤 난관도 헤쳐 나갈 각오를 할 만큼 확고해져 있었다. 그런 가운데서도 김병숙에게는 언제나 그녀의 편인 조부모님이 계셨고, 이동훈에게는 부친 이기혁 목사가 있었다. 늘 아들을 믿고 그의 선택을 존중했던 이목사는 결국 그의 결혼까지도 허락했다. 하지만 유학문제뿐 아니라 결혼문제로 모친의 마음을 아프게 한 죗값(?)을 치르라며 결혼식 전날 밤 회초리를 들었다. 그는 아들의 종아리를 모친 앞에서 걷게 하고 때렸다. 그뿐 아니라 아들 교육을 잘못했다며 자신의 종아리에도 회초리를 가했다. 이동훈은 눈물을 쏟았지만 그 눈물은 아픔의 눈물이라기보다 사랑의 승리를 거두었다는 환희의 눈물이었다.
1943년 12월 7일 용암포제일교회에서 결혼식을 올린 이동훈은 곧 머리를 깎고 일본이 일으킨 태평양전쟁에 징집되어 신체검사를 받기 위해 평양으로 떠나야만 했다. 3년여 만에 겨우 허락을 얻어 부부가 된지 9일 만의 일이었다. 그러나 놀라운 일이 일어났다. 이동훈은 신체검사 결과 갑종 합격을 받았음에도 불구하고 용기를 내어 시험관에게 자기는 음악을 하는 사람이고 군사훈련은 전혀 받아본 적이 없다는 사실을 참작해달라고 요청했다가 일언지하에 거부당했지만 다시 용기를 내어 최고 심판관을 찾아가 설득한 끝에 귀가하라는 허락을 받아냈다. 전쟁터에 끌려가면 죽을지 모르는 사람을 하나님께서 훗날 한국교회와 복음사역을 위해 쓰시려고 살려두시고자 하시지 않았다면 일어날 수 없는 일이었다. 그러나 집에 돌아와 지내는 기간이 길지는 못했다. 얼마 지나서부터 경찰서에서 조사를 나오기 시작한 것이다. 안심할 수 없다고 여긴 이동훈은 다시 도쿄로 건너가 동경제국고등음악학교 연구과정에서 합창음악과 실내악합주를 더 공부하려 했다. 하지만 막상 가보니 거기도 마음 놓고 있을 수 있는 곳이 아님을 안 그는 중퇴하고 다시 귀국하여 1944년 6월부터 1945년 2월까지 여러 음악인과 함께 중국과 동남아시아 여러 도시를 순회하며 연주 활동을 했다. 그가 순회연주에서 돌아왔을 때는 한반도 주변의 국제정세가 극도로 불안정하고 혼란스러울 때였다. 그는 많은 생각 끝에 서울로 가서 새 보금자리를 마련하기로 결단하고 먼저 서울에 갔을 때 8.15 광복을 맞았다.

## 혼란과 시련의 시기에도 꺾이지 않은 음악에의 열정
이북에 두고 온 아내와 두 살도 안 되는 아들이 온갖 위험을 무릅쓰고 천신만고 끝에 남북을 가른 38선을 넘어 서울에 옴으로써 비로소 안정된 가정을 이루고 행복한 생활을 할 수 있게 된 이동훈은 본격적으로 음악가로서의 활동을 시작했다. 그는 1946년 5월부터 1949년까지 고려교향악단의 제1바이올린 연주자 겸 운영위원으로 활약했다. 그는 바이올리니스트로서 음악가의 활동을 시작했지만 일찍이 합창음악에도 관심을 가졌다. 그는 뛰어난 바이올리니스트였으면서도 하나님께서 지으신 사람의 목소리를 능가하는 악기는 없다고 여겼고 그것도 한 사람이 부르는 성악보다는 여럿이 함께 부르는 합창이 최고의 음악이라고 생각하며 합창에 더 많은 관심을 기울였다. 그래서 그의 음악 활동은 세월이 갈수록 더 바이올리니스트로서의 활동보다는 합창지휘자로서의 활동에 무게를 더해갔고 합창음악의 저변확대와 활성화에 열심을 냈다. 1949년 6월에는 새한교향합창단을 창단하여 단장 겸 지휘자로 있으면서 합창 활동에 정열을 쏟기 시작했다. 그때 합창단원으로는 조상현, 정재동, 오현명, 안형일, 김신환, 황철익, 이남철, 김노현, 김옥자, 채리숙 등 쟁쟁한 성악가들과 음악인들이 있었다. 그 당시 새한교향합창단은 한국에서 단원들에게 월급을 주는 유일한 합창단이었다. 그렇지만 그의 합창 활동은 그에게 경제적으로는 큰 짐이 되지 않을 수 없었다. 1949년 12월 새한교향합창단은 크리스마스 연주회를 열었다. 2일간 낮과 밤 4회의 공연을 했는데 공연장은 입추의 여지 없이 초만원을 이루는 대성황이었고 음악적으로는 대성공이었지만 재정적으로는 적자였다. 그 당시만 해도 사람들이 음악은 좋아하면서도 표를 사서 음악회에 오는 사람은 극히 적었기에 음악회를 주최하면 빚을 질 수밖에 없었다. 마지막 연주회가 끝나는 날 밤 이미 적자를 예상한 회장, 총무는 일찍 자리를 피했고 단원들도 다 가버린 채 지휘자 홀로 남았으며 출연자들의 출연료를 비롯해서 대관료 등 일체의 경비를 지불해야 하는 일이 그를 기다리고 있었다. 이동훈은 공연장 측에 집을 팔아서라도 모든 비용을 정산해주리라고 약속하고 담보로 그가 지휘할 때 입었던 연미복을 벗어 맡기고 와이셔츠만 입고 집으로 돌아왔다. 그리고 얼마 안 있어 그는 실제로 집을 어느 음악인에게 시가보다 싼 값에 팔아넘기고 연주회로 발생한 모든 빚을 청산하고는 남은 돈을 가지고 보다 작은 집으로 이사해 전세살이를 시작했다. 그럼에도 불구하고 이동훈은 평생 1년에 반드시 몇 차례씩 연주회를 가졌다. “음악가가 연주를 하지 않으면 음악가가 아니라”는 그의 신념 때문이었다. 그리고 그 결과로 그의 가족은 평균 6개월에 한 번씩 이사를 해야 했다. 그래도 그는 음악가로서 연주하며 살 수 있다는 사실에 행복했다. 그가 그렇게 행복할 수 있었던 것은 그를 전적으로 신뢰하며 언제 어떤 상황과 여건에서도 그와 함께 고와 낙을 나누는 아내와 그의 네 자녀가 있었기 때문이다. 이동훈은 아내와 네 자녀 모두에게 바이올린을 가르쳤기에 자연스럽게 가족합주단이 만들어졌고 또 온 가족이 합창단원이 되어 함께 공연하며 다녔다. 그의 장남은 음악대학에서 바이올린을 전공하여 그의 대를 이었고 큰딸은 피아노를 전공하여 그가 세상을 떠나기까지 반주자로서 그를 도왔다.
이동훈이 광복 후 서울에서 누릴 수 있게 된 행복한 가정생활과 의욕 넘치는 연주 활동은 그러나 오래 지속되지 못했다. 1950년 6월 25일에 터진 전쟁으로 그의 음악 활동은 한동안 중단되지 않을 수 없었다. 그뿐 아니라 그는 순식간에 서울을 점령한 공산군들에게 잡혀서 가족들도 모르게 북한으로 끌려가게 되었다. 전쟁을 일으킨 김일성 집단은 남한에 밀고 내려가서는 유명한 음악인들을 모두 잡아가 아시아 최고의 교향악단을 만들겠다는 야심을 품고 미리 체포할 음악가들의 명단을 작성해서 내려왔다고 한다. 이것만 봐도 6,25전쟁은 치밀하게 계획된 북한의 남침이었음을 알 수 있다. 북으로 끌려가던 이동훈은 춘천쯤에서 함께 끌려가던 첼리스트와 함께 용변을 보겠다는 핑계를 대고 잠시 대열에서 빠져나왔다가 숲으로 도망쳐 어떤 폐가에 숨어 지냈다. 숨어 지내던 어느 날 밤 굶주림을 해결하기 위해 두 사람은 몰래 근처 콩밭에 가서 콩을 구워 먹었는데 돌아와서 보니 그 사이에 어느 쪽의 야간공습 때문인지는 몰라도 기총소사를 받아 그들이 숨어 있던 곳이 벌집이 되어 있었다. 하나님께서 그를 또 살려주신 것이다. 다시 남하하기 시작한 그들은 임진강을 넘어오다가 이번에는 국군에게 붙잡혔다. 북쪽에서 내려오고 있었기에 신분을 의심받아 다른 많은 사람과 함께 어떤 창고에 갇히게 되었다. 그러나 또 어떻게 될지 모르는 상황에서 이동훈은 군인 중 학교 동창을 만나게 되었고 그의 도움으로 차에 실려 어딘가 끌려가기 직전에 첼리스트 친구와 함께 탈출할 수 있었다. 간신히 서울로 돌아왔지만 고난은 끝난 것이 아니었다. 이번에는 종로경찰서에서 그를 소환해 갔다. 월북하려는 예술인들을 색출한다며 피난 내려가지 않은 사람들을 잡아다가 심한 고문까지 했다. 이동훈도 연일 심한 고문을 받았지만 그가 철저한 기독교 신자이고 목회자의 아들이며 체질적으로 빨갱이가 될 수 없는 사람이라고 변호해주는 사람이 나타나 석방되었다.
1.4후퇴시 이동훈은 대구로 내려가 몇 개 월간 국방부 정훈국 관현악단을 지휘하다가 그해 봄 부산으로 피난을 갔다. 대신고등학교 운동장 한 구석에 마련된 대형 군용천막 두 대에서 여러 목사 가족들과 함께 피난 생활을 해야 했다. 춥고 배고픈 부산에서의 천막생활은 참으로 혹독했지만 그 어느 것도 이동훈의 음악에의 열정을 꺾을 수는 없었다. 그는 새한교향합창단을 다시 시작했고 여자고등학교에서 합창을 가르치기도 했으며, 천막 아래 이불 속에 웅크리고 작곡에 몰두하여 1952년 6월에 교성곡 <자유찬가>를 완성하고 7월에는 연주 발표도 하는가 하면 그해 가을에는 제1회 바이올린 독주회를 가졌다.
끔찍했던 전쟁이 휴전상태로 들어가자 이동훈은 1953년 10월 가족들을 데리고 서울로 돌아와 본격적인 음악 활동을 재개했다. 1954년 9월부터 1958년 9월까지는 경희대학교 음악대학에서, 1958년 9월부터 1970년 5월까지는 숙명여자대학교 음악대학에서 현악과 합창과 지휘법을 강의했고 음악대학이 없는 숭실대학교에서도 음악을 가르쳤다. 그는 1954년 동요집 <애기별>을 출판했고, 또 1955년부터는 바이올린 교칙본과 연주곡집 11종을 편저 출판하는 한편 1968년 3월부터 수년간 한국합창연맹 총무이사로 활동하기도 했다.

## 교회음악에 더 많은 열정을 쏟은 후반기의 삶
이동훈은 일제 강점기 말기에 바이올리니스트로서 음악 활동을 시작했지만 광복을 맞은 20대 초반 때부터 이미 교회음악가로서의 활동 또한 병행하기 시작했다. 그는 영락교회의 초대 찬양대 지휘자였으며 1946년 9월부터 50년 6월까지는 중앙신학교에서 강사로, 48년 4월부터는 대한신학교에서 조교수로 교회음악과 찬송가학을 가르쳤다. 부산에서의 피난 생활 중에서도 교회를 위한 음악가로서의 그의 사명감에는 중단이 없었다. 사실 그가 합창음악을 중요하게 여긴 가장 큰 이유는 합창이 교회에 모여 예배드리며 함께 찬양하는 하나님의 백성에 더 어울리는 것이고 하나님께서 가장 기뻐하실 음악이라고 생각했기 때문이다. 그는 다시 교회에서 찬양대를 지휘하기 시작했고 1951년 7월에는 한국교회음악협회의 창립을 주도하고 지도위원과 연구부장으로 활동했으며 4차례나 총무에 연임되었다. 그는 전쟁의 참화와 고난 속에서도 감사절을 위한 곡들로 <은혜를 찬양함> 외 10여 곡을 작곡하여 1951년 9월 작곡집 <실로암 물가의 흰 백합>을 출판하기까지 했다. 그렇게 그는 비록 암울했던 시기이고 자기 자신 엄청난 고난을 겪었지만 그러기에 더더욱 찬양을 통해 사람들에게 복음의 힘을 증명해 보이려 했다.
이동훈이 찬양대를 지휘한 교회는 영락교회, 성도교회, 한양교회, 동신교회, 후암교회였지만 그의 삶에서 특별히 의미 있는 활동은 서울 용산에 자리 잡고 있던 주한 미8군 사령부 내의 교회에서 필그림합창단과 함께 주일예배를 섬긴 일이라 할 수 있다. 부산에서의 피난민 생활을 청산하고 1953년 10월 서울로 돌아온 그는 당시 정동교회를 빌려 예배를 드리던 미군들의 예배에 참석했다. 예배 후 그는 군목을 만나 그가 지휘하는 합창단이 그들의 예배에서 찬양하면 어떨지를 물었다. 군목은 합창 말고 바이올린을 해주면 좋겠다고 대답했기에 이동훈은 한번 가서 아내의 반주로 바이올린을 연주했더니 군목은 매 주일 와서 연주해달라고 했다. 그러자 이동훈은 그러지 말고 자신이 지휘하는 합창을 한 번 꼭 들어보라고 했고 그가 동의해서 합창으로 찬양할 기회를 얻었다. 그때 그 찬양을 들어본 군목은 아주 잘 한다고 하면서 매 주일 와서 찬양하면 좋겠다고 했고 합창단 이름을 이동훈합창단으로 하라고 했다. 그러나 이동훈은 이를 거절하고 합창단 이름을 필그림으로 하겠다고 했으며 그래서 필그림합창단이 출범하게 되었다. 그는 왜 그가 세상 떠날 때까지 지휘할, 그의 분신이라 해야 할 합창단의 이름을 하필 순례자라는 뜻의 필그림(Pilgrim)으로 했을까? 그 이유는 그의 평생의 삶 자체가 말해준다. 그는 이 세상에서 사는 동안 단지 이 세상을 순례하는 나그네로 살았다고 할 수 있다. 그에게서 궁극적인 고향은 하늘나라이기에 그 나라를 바라보며 지나갈 이 세상에 뭔가를 쌓으려는 욕심 없이 오직 하나님께서 그에게 맡기신 달란트인 음악으로 하나님의 뜻을 이루며 그에게 영광 돌리는 삶을 살려 했기 때문이라고 말해야 할 것이다.
이동훈은 1953년 10월 정식으로 미8군 군목실 음악감독(Musical Director)이 되었고 매주 필그림합창단을 지휘하며 미8군 교회 예배의 찬양을 담당하게 되었다. 이동훈은 이렇게 1953년 창단된 필그림합창단을 1974년 소천하기까지 지휘하며 합창운동의 토대로 삼았다. 필그림합창단의 활동은 매 주일 미8군 교회인 Main Post Chapel과 South Post Chapel 두 군데 예배에서의 찬양 봉사 외에 매년 4회 이상의 미군부대 위문 연주, 4회의 정기 합창발표회를 비롯한 비정기 연주회, 지방 순회 연주회 등 30회 이상의 연주회를 갖는 것이었고 주한미군을 위한 방송인 AFKN(American Forces Korean Network)의 TV 방송과 라디오 방송에의 출연이었다. 필그림합창단의 이러한 활동은 미군교회를 드나드는 주한미국인들의 주목을 받기 시작했고 음악을 아는 사람들은 필그림합창단을 당시 미국 최고의 합창단으로 널리 알려진 로버트 쇼 코랄(Robert Shaw Choral)과 로저 와그너 코랄(Roger Wagner Choral)에 비교하곤 하게 했다. 그들은 필그림합창단의 합창을 듣고는 연주 스타일 면에서 필그림합창단이 그 두 합창단의 중간쯤 된다는 평을 많이 했다.
이동훈이 주한 미8군 군목실과 협력하게 된 것은 한국교회의 성가합창 발전에 적지 않은 영향을 주었다고 평가할 수 있다. 매 주일 예배 때마다 필그림합창단의 찬양을 들은 역대 주한 미8군 군목실장들 가운데는 미국에서 새로 나오거나 미국에서는 자주 부르는데 한국교회에서는 잘 알려지지 않은 찬양곡 악보들을 들여와 이동훈에게 건네주는 이들이 있었다. 그는 그 새 악보들을 받을 때마다 직접 우리말 가사로 번역할 뿐 아니라 직접 그 악보들을 등사지를 철판에 대고 철필로 일일이 그려서 등사기로 등사해 악보를 만들었다. 오늘날처럼 인쇄기나 복사기가 없었을 때 일본말로 “가리방을 긁어서”라는 이 등사 방법이 널리 사용되었다. 그렇게 한국에 소개된 찬양곡들은 필그림합창단이 처음 부르기 시작하고 그 악보들은 다른 교회에서 지휘하는 필그림합창단의 단원들에 의해 국내 여러 교회 찬양대로 퍼지고 그 곡들이 한국교회 찬양대들이 즐겨 부르는 찬양곡들이 되곤 했던 것이다. 그의 집에는 별다른 세간살이는 없어도 그런 악보들로 가득 찼었다. 그가 집을 옮길 때마다 짐수레나 짐차에 실리는 이삿짐의 대부분은 악보였다. 그는 가정의 생활비가 바닥이 날 때마다 그 악보들을 한 보따리 싸 가지고 그가 잘 아는 악기사나 악보사에 들고 가 맡기고 돈을 빌리곤 했으며 빌린 돈을 갚으면서 그 악보들을 되찾아오곤 했다.
이동훈은 필그림합창단과 함께 한국합창음악계에서 최초로 아카펠라(무반주) 합창을 시도한 독보적인 음악가였다. 그는 성정이 온유한 사람이었고 가정에서 네 자녀와 지낼 때는 친구 사이처럼 다정다감했지만 일단 지휘자로서 합창단원들 앞에 서면 엄격했다. 그는 음악을 만들어내는 작업에 관한 한 철저했고 적당주의가 통하지 않았다. 연습 때의 그의 모습은 예리하고 카리스마가 넘쳐흘렀다. 그가 지휘하는 필그림합창단의 단원으로 노래한 8년간을 포함해서 20여 년간 가까이서 혹은 멀리서 그의 지휘를 지켜보았고 수없이 많은 다른 지휘자들을 보아온 필자의 생각으로는 합창 지휘에 있어서 그를 능가할 사람은 한국에서뿐 아니라 외국의 그 어디에도 없었다. 우선 그는 탁월한 음악성의 소유자였다. 그가 지휘하며 연주한 그 어떤 곡도 그보다 더 정확하게 해석한 지휘자는 없었을 것이라고 확신한다. 필자가 보기에는 지휘하는 그의 자세와 표정은 진지하면서도 그가 읽고 해석해내는 음악과 시종 일치했고, 그의 어깨, 두 팔, 두 손, 그리고 열 손가락 하나하나의 움직임은 물론 가끔 한 발짝씩 앞으로 나왔다 들어갔다 하는 발의 동작까지도 한 치도 더하고 뺄 것이 없이 정확하기 그지없었으며 그의 몸동작에 따라 가볍게 혹은 크게 물결치는 그의 멋진 머리카락과 함께 그 자체가 예술이었다. 따라서 그를 바라보며 노래하는 합창단원들은 그의 지휘하는 모습에 압도되고 그의 손길에 완전히 빨려들지 않을 수 없었다. 자연히 필그림합창단은 그 당시 활동하던 모든 합창단 중 최고의 합창단으로 자타가 공인하는 합창단이 되었고 그는 한국에서 합창 지휘의 대명사처럼 되었다. 그의 이름 앞에 “대합창지휘자”라는 수식어가 괜히 붙은 것이 아니었다. 수많은 합창지휘자가 누구에게 영향을 받았느냐는 질문을 받을 때 이동훈과 필그림합창단을 말하곤 할 만큼 한국에서는 그를 빼놓고는 합창과 교회음악을 논할 수 없는 신화같은 인물이 되었던 것이다. 합창과 교회음악을 이야기하다 보면 자연스럽게 이동훈에게로 돌아가곤 했기 때문에 그에게는 “신화 같은 인물”이라는 말과 함께 “뿌리”, “근원”, “원류”라는 수식어가 붙은 것이다. 그래서 필그림합창단의 공연 때는 장소가 시민회관이든 국립극장이든 이화여대 대강당이든 항상 만원일 정도였다. 그런데 필그림합창단이 연주하는 곡목에는 드물게 비성가곡이 들어있긴 했지만 대부분은 성가곡이었다. 성가곡을 주로 부르는 합창단 공연에 그토록 많은 관객이 몰려들곤 했다는 사실은 그저 놀랍기 짝이 없는 일이라 하겠다. 그에게서 합창은 사람들의 귀를 즐겁게 하기 위한 것이 아니라 하나님을 찬양하기 위한 것이었고 그렇게 필그림합창단에서 훈련받은 단원들 가운데 남자 단원들 대부분은 국내 여러 교회의 지휘자들로 불려갔다.
이동훈은 바이올리니스트로 음악 활동을 시작했고 합창 지휘로 그의 음악 활동의 영역을 넓혀갔지만 작곡가로서의 업적도 무시할 수 없다. 그는 1954년 4월에는 합창조곡 <피난처>의 발표회를 가졌으며 1956년 4월에는 여성합창곡집을 편집 출판했고 그해 9월에는 합창조곡 <삼손의 이야기>를 작곡 발표했다. 그는 다수의 독창과 합창을 위한 예술가곡, 동요, 성가곡 등을 100편 넘게 작곡하는가 하면 미완성으로 그쳤지만 오페라 <욥>의 작곡에 착수하는 등 꾸준히 작곡가로서의 작업을 계속했다. 그가 작곡한 성가곡들은 대부분 1999년 기독교음악사에서 펴낸 <여호와는 나의 목자, 이동훈 성가작곡집>에 수록되었고, 비성가곡들은 역시 1999년 기독교음악사에서 출간한 <여호와는 나의 목자, 이동훈 작곡집>에 성가곡들과 함께 수록되어 있다.
이동훈이 작곡한 곡들로 합창단원이나 찬양대원들이 아닌 일반 교인들에게 더 많이 알려진 곡들은 다름 아닌 찬송가다. 그가 29세 때인 1951년 9월 첫 찬양곡집 <실로암 물가의 흰 백합>을 낼 때도 전쟁의 참화와 피난 생활의 고난 속에서 추위와 배고픔에 떨며 천막 안에서 이불을 뒤집어쓰고 작곡을 해야 했지만 그가 오늘날의 한국교회 찬송가집에 실린 찬송을 작곡할 때도 그의 평생 두 번째로 힘든 시기였다.
이동훈은 너무도 착한 마음씨와 동정심, 남을 의심할 줄 모르는 성격 탓으로 항상 손해 보고 고생을 겪어야만 했지만 그와 그의 가족에게 말로 다 할 수 없는 손해와 고통을 안겨준 사람들까지도 미워하지 않고 도리어 불쌍히 여기며 그들을 위해 기도하는 사람이었다. 전쟁 전 새한교향합창단 크리스마스 연주회 때문에 집을 잃은 그가 1964년 그의 평생에 두 번째 장만한 집은 한남동 산 중턱에 자리 잡은 꽤 넓은 잔디마당도 있는 20평 정도의 단층 단독주택이었다. 그러나 그 집에서의 삶 또한 1년도 채 가지 않았다. 자칭 발명가라는 서울 시내 모 교회의 안수집사라는 사람이 발명품을 특허 출원해서 큰돈을 벌면 주님의 일을 하려고 하는데 돈이 부족해서 못 하고 있다는 말을 듣고는 이동훈은 그에게서 각서나 차용증 하나 받지 않고 집문서와 인감까지 빌려주었다. 그 집사가 그 집문서를 가지고 무엇을 했는지는 모르나 그로부터 얼마 후 그 집과 피아노 등 돈이 될 만한 모든 물건에는 차압 딱지가 붙고 아내와 자녀들은 일시에 집 밖 길가로 쫓겨나는 일이 벌어졌다. 불시에 집을 잃은 그의 가족은 할 수 없이 서대문구 적십자 병원 앞 평동에 있는 그 집사의 한옥으로 들어가서 그 집의 대청마루에서 임시로 지낼 수밖에 없었는데 결국 3년을 살게 되었다. 대학생 아들 둘과 고교 3학년과 중학생이던 두 딸과 더불어 여섯 식구가 겨울이면 찬 바람이 쌩쌩 불어 올라오는 단칸방 마룻바닥에서의 3년은 부산의 천막에서 지낸 피난 생활과 비슷했다. 그러나 돌이켜보면 그때 또한 놀라운 은혜의 기간이었다. 두 번째 집을 잃은 1965년 이동훈은 한국교회 전체가 연합해 매년 12월에 여는 메시야대연주회의 제2회 공연의 지휘를 맡아 감격적인 연주를 했다. 또한 그는 피아노도 차압당하고 남은 게 바이올린 하나밖에 없어 바이올린 줄을 손으로 튕겨 음을 내어가며 찬송가를 작곡하기에 여념이 없었다. 부산 피난시절 천막 속에서 이불 속에 웅크리고 작곡하던 때와 흡사한 상황이었다. 그러나 그의 삶 중에서 두 번째로 가장 큰 시련의 시기에 작곡한 그 찬송가들이 한국교회의 성도들이 오래오래 애창할 찬송가가 된 것이다. 이동훈은 고난 앞에서 더 강해지고 시련 앞에서 오히려 더 창작의 에너지를 얻곤 했다.
교회음악에 대한 사명감을 가지고 활동하던 이동훈은 한국교회가 사용하는 찬송가의 발전에도 중요한 역할을 했다. 각 교단이 별도의 찬송가를 사용하던 한국교회에 한 중요한 전환점이 된 것은 1949년 통칭 <합동찬송가>의 발행이었다. 장로교, 감리교, 성결교 세 교단이 각각 그전까지 사용하던 찬송가들을 하나의 찬송가로 뭉쳐 펴낸 것이다. 이후 한국교회는 찬송가의 관리, 수정 및 출판을 위한 항구적 찬송가위원회 설치의 필요성을 인식했고 그 결과 1956년 초에 기독교대한감리회, 기독교대한성결교회, 대한예수교장로회 세 교파에서 파송 받은 위원들로 <한국찬송가위원회>가 조직되었다. 이 찬송가위원회는 1949년부터 사용하던 합동찬송가를 개편할 필요성을 느껴 새로 한국기독교장로회에 위원 파송을 요청함으로써 4개 교단이 파송한 위원들로 구성된 위원회가 되었고 1963년 3월 5일 개편작업을 착수하였다.
이동훈은 바로 그 시점인 1963년 3월 4일자 <기독공보>에 찬송가 개편에 대해 기고하여 “우리는 선교 70년의 역사를 가진 자주 독립국의 교회로서 만방에 자랑할 수 있는 문화민족이며, 우리의 고유한 민족정신을 지닌 국민으로서 이루어지는 교회이므로 외래의 찬송가라 할지라도 우리의 정서를 기준으로 하여 취사선택할 수 있을 뿐만 아니라 우리의 것을 만들어 가져야 하겠다”고 주장하며 찬송가 개편에 있어서 음악전문가들의 관여가 긴요함을 강조했다. 이에 찬송가 개편작업이 본격적으로 시작될 때 이동훈은 곽상수, 박재훈, 서수준, 장수철 등과 함께 음악위원으로 위촉받아 한국교회를 위해 보다 좋은 찬송가를 만드는 데 크게 기여했다. 그 결실로 1967년 나온 찬송가가 통칭 <개편찬송가>였는데 이것은 한국교회 찬송가 역사에서 가장 획기적인 성취의 하나라고 평가될 수 있다.
그때 개편의 중요한 원칙 중 하나가 한국인 기독교 시인들과 교회음악인들이 작사하고 작곡한 순수 우리 찬송가를 보강한다는 것이었는데 이를 위해 위원회에서는 먼저 널리 기독교 문인들로 하여금 가사를 응모하게 하였고 엄선된 가사를 공개하여 교회음악인들이 원하는 가사에 얼마든지 곡을 붙여 응모하게 한 후 모든 곡을 누구의 작품인지 알지 못하게 하고 심사위원들 앞에서 연주하여 각 가사에 응모된 작곡 중 가장 좋은 곡을 투표로 선정하게 했다. 그런데 그 결과 놀라운 일이 벌어졌다. 다른 작곡가들의 경우 대부분 한두 편 선정된 데 반해 이동훈이 제출한 곡이 열 개의 가사에서 선정된 것이다. 그러나 놀람과 기쁨은 잠시였다. 어느 날 위원장이었던 강신명 목사가 이동훈을 찾아와서 다른 작곡가들의 사기와 교회연합정신을 배려해서 열 곡 중 절반인 다섯 곡은 양보해줄 수 있겠느냐는 것이었다. 이동훈은 흔쾌히 수락했다. 오로지 한국교회와 교회음악의 발전을 위하는 마음에서였다. 그래서 그가 곡을 붙인 김재준 작사의 <교회의 노래>(212장), 고황경 작사의 <복음의 씨>(214장), 김활란 작사의 <외로운 배 한 척>(321장), 남궁억 작사의 <일하러 가세>(402장), 반병섭 작사의 <부름받은 젊은이>(565장)가 1967년 발행된 <개편찬송가>에 처음 실리게 되었다. 이 <개편찬송가>에 수록된 한국인의 창작 찬송은 총 27편이었는데 그중 다섯 편이 이동훈의 곡이었던 것이다. 그 후 1983년 한국교회는 모든 교단에서 함께 사용하는 <통일찬송가>를 내게 되었는데 거기에는 <개편찬송가>에 실렸던 27편의 한국 창작 찬송가 중 17편만이 수록되었다. 이동훈이 작곡한 두 편의 찬송가도 알 수 없는 이유로 빠지고 세 편의 찬송이 가사의 첫 마디가 제목이 되어 <통일찬송가>에 수록되었는데 <어둔 밤 마음에 잠겨>(261장), <가슴마다 파도친다>(303장), <캄캄한 밤 사나운 바람 불 때>(461장)이다. 그리고 2006년 새로 바뀐 찬송가에서는 이 세 곡이 다시 각각 582장, 574장, 345장으로 장수를 달리해 수록되어 있다.

## 마지막 여생
오직 선교와 하나님의 영광을 위해 바치려고 힘쓴 마지막 몇 년의 삶을 살았다. 1969년은 이동훈의 삶에서 새로운 전환점이 이루어진 해였다. 그의 가족은 남의 집 마루방에서 3년간의 고통스러운 세월을 살았지만 집 문제를 해결해줄 능력도 의지도 안 보이는 그 집 주인으로부터 한 푼도 받지 못하고 그 집을 나왔다. 그러면서도 그는 그 사람을 도리어 불쌍히 여기며 그를 위해 기도해야 한다고 가족들에게 말했다. 그런데 그 다음 해 이른 봄 그는 갑자기 한쪽 다리에 걸을 수 없을 정도의 심한 통증을 느끼게 되었다. 과로로 인한 것이겠지 하며 잠시 쉬면 나을 줄 알았지만 통증은 더욱 심해졌고 그는 움직일 수 없게 되었다. 연주회가 다가오고 있을 때였고 그는 하나님께 간절히 매달릴 수밖에 없었다. 그러던 어느 날 그는 다리가 깨끗이 낫는 꿈을 꾸었다. 꿈을 깬 그는 꿈에서처럼 일어나 다리를 움직여보았다. 아무런 통증을 느끼지 못한 그는 너무 기뻐서 이리저리 다리를 움직여보았으나 여전히 조금도 아프지 않았다. 그는 옆에 누워있던 아내를 흔들어 깨워 깨끗이 나은 다리를 보여주고 함께 큰 소리로 울며 감격의 기도를 올렸다. 그리고 그는 통행금지 시간이 해제되지도 않았는데 옷을 입고 일어나 나갔다. 어떤 기도의 동지를 만나기 위해서 그가 살고 있는 집을 몇 시간이나 걸어서 간 것이다. 그이를 만난 그는 그간에 있었던 사건의 자초지종을 이야기하고 하나님께서 기적처럼 자기의 다리를 낫게 해주신 체험을 나누며 그와 함께 무릎 꿇고 기도하고 다시 걸어서 집으로 돌아왔다. 1969년 3월 6일 아침이었다.
이동훈이 복음화운동에 더욱 깊은 관심을 갖고 음악으로 그 운동에 참여할 구체적인 계획을 세우기 시작하게 된 것은 바로 이때부터였던 것으로 보인다. 거기에는 그의 부친 이기혁 목사의 영향이 컸을 것이다. 이목사는 인천제일교회에서 목회하면서 전국복음화운동을 제창했고 그가 속한 교단의 총회장을 지내면서 본격적으로 그 운동을 전개했으며 1966년 원로목사로 추대되며 목회 일선에서 물러난 후에는 더욱 전국복음화운동에 전념하고 있었다. 그는 서울에 올라올 일이 있을 때는 늘 아들의 집에 머물곤 했는데 그때마다 둘이는 밤을 새우며 복음화 운동 이야기와 교회음악 이야기를 나누곤 했다. 그 부자는 그 대화를 통해 함께 전국복음화의 꿈을 키우며 서로 희망과 위로와 용기를 주고받았다. 그들은 밤을 꼬박 새우고도 피곤한 줄 모를 뿐 아니라 오히려 얼굴이 환해지곤 했다. 그러면서 이동훈은 앞으로의 삶을 음악으로 복음화와 선교 사역에 온전히 바쳐야겠다는 뜻을 더욱 확고히 했으리라 여겨진다. 그런데 개인적으로는 젊어서부터 여러 교회에서 찬양대 지휘도 하고 중앙신학교, 대한신학교, 장로회신학대학교 및 영락여자신학교와 숭실대학교에서 교회음악과 찬송가학을 가르치는 등 교회음악가로서의 활동을 계속해온 그를 전국 차원에서의 복음화운동에 실제로 뛰어들게 한 것은 한국대학생선교회 총재 김준곤 목사와의 만남이었다.
김준곤 목사를 만난 이동훈은 한국대학생선교회에서 음악책임자로 있으며 합창지도를 하게 되었는데 김목사는 그와 함께 할 더 큰 일을 구상하고 있었다. 1974년 서울에서 <엑스플로(성령폭발) 74>라는 초대형 전도대회를 여는 것이었다. 평소에 민족복음화를 자신에게 지워진 십자가로 여기던 김목사는 그 민족복음화를 위해 <엑스플로 74>가 필요하다고 생각했다. 그는 세계대학생선교회 총재인 빌 브라이트 목사를 초청해 여의도 광장에서 그 전 해에 같은 장소에서 열린 빌리 그래함 목사의 부흥집회를 능가하는 전도대회를 계획했다. 대학생선교회 내부에서도 반대가 심했지만 김목사는 물러서지 않았고 그 대회를 위해 1973년 여름부터 이동훈에게 음악분과위원장의 책임을 맡아줄 것을 요청했다. 크나큰 부담을 주는 직책이었지만 그는 기꺼이 수락했다. 민족복음화가 이미 그에게서 음악 하는 동기가 되어 있었기 때문이다. 그가 직접 담당해야 하는 일은 크게 두 가지였다. 하나는 5∼600명의 찬양대를 조직하고 연습시켜 <엑스플로 74> 서전 메시야대연주회를 개최하는 것이고, 다른 하나는 전도대회 기간 내내 매일 찬양을 담당할 1만 명의 연합찬양대를 구성하여 훈련시키고 지휘하는 것이었다. 그런 대규모의 찬양대를 성공시키기 위해서는 이동훈이 그때까지 쌓아온 음악가로서의, 합창지휘자로서의 모든 역량을 다 쏟아 부어야 했다. 그런데 모두가 불가능하다며 고개를 저은 그 일을 그는 해냈다. 그러나 그 과정은 험난했다. 그는 먼저 기도와 묵상으로 그 준비에 들어갔고 서울 시내의 각 교회에 찬양대원들을 참여시켜줄 것을 요청하는 공문을 보냈다. 그러나 <엑스플로 74>가 교단 차원의 연합행사가 아니고 대학생선교회라는 단체가 주관하는 행사여서 그런지 반대하거나 무관심한 교회가 많았다. 결국 큰 교회의 찬양대들은 참여하지 않았고 150여 변두리 작은 교회들이 참여하게 되었다. 그런데 이들 중에는 <메시야> 연주를 해본 사람들이 별로 없었고 악보를 읽을 줄 모르는 이들도 많았다. 처음부터 연습이 잘 될 리가 없었다. 크게 낙심되는 상황이었지만 이동훈은 좌절하지 않았다. 그는 이미 숱한 역경을 헤치고 살아온 사람이었다. 역경 속에서 오히려 놀랍게 역사하시는 하나님의 은혜를 체험한 사람이었다. 그는 헨델의 <메시야>를 부르는 사람이 가장 많은 나라, 그 곡을 가장 즐겨 부르는 나라 만드는 것을 사명처럼 여기며 <메시야>를 가르치고 연습시키는 데 온 힘을 쏟았다. 오직 하나님의 영광만을 위하여 기도로 간절히 매달리는 그의 모습을 본 단원들에게 그의 신앙심과 간절한 기도가 전해지기 시작했고 온 단원이 일치된 마음으로 열심히 기도하며 연습에 연습을 거듭했다. 연주회가 임박했을 때 그들이 부르는 합창의 완성도는 놀라운 수준에 올라가 있었다. 단원들 자신도 그 변화에 놀라고 있었고 감격하고 있었다. 그들은 눈물로 기도하며 연습을 시작하고 연습하면서도 울었다. 특히 “세상 죄를 지고가는 어린 양을 보라” 하는 곡에 와서는 눈물 때문에 찬양을 할 수가 없을 정도였다. 연주회가 시작되기 전 무대에 선 단원들 앞에서 이동훈은 마지막 간절한 눈물의 기도를 드렸다: “오늘 밤 저희가 하나님께 영광을 돌리게 해주십시오”. 그와 함께 온 단원이 울며 마음으로 기도했다. 그날 밤 연주는 대성공이었고 연주회장인 이화여자대학교 대강당은 감동의 도가니가 되었다. <메시야>를 한 번도 불러본 적이 없고 악보도 제대로 읽지 못하던 단원들이 그런 합창을 부른 것은 한 마디로 기적이었고 지휘자와 단원들이 혼연일체가 되어 눈물의 기도로 올린 간구를 하나님께서 들으시고 응답하신 은혜의 역사가 아닐 수 없다. 마지막 곡을 부르고 난 후 터져 나오고 그칠 줄 모르는 박수와 갈채를 받으며 단원들은 벅차오르는 감격에 모두 흐느껴 울었다. 이런 감동은 협연을 맡았던 교향악단 단원들에게도 전해졌다. 그들 가운데는 비신자들도 많았는데 이미 여러 차례 <메시야> 연주에 협연해봤지만 이런 <메시야> 연주는 처음이라며 아주 숙연한 자세로 진지하게 연주에 임해주었다. 찬양은 기술로 하는 것이 아니라 기도로 하는 것임을 이동훈은 여실히 보여준 것이다. <엑스플로 74> 대성회 자체에 대해 부정적이고 그 <메시야> 연주회에 비협조적인 태도를 보이면서도 어떻게 하나 보자 하며 연주회에 참석했던 많은 이들이 큰 감동을 받고 그를 찾아와 “이선생님, 죄송합니다. 회개했습니다” 하며 악수를 청했다. 1974년 부활절에 있었던 이 <엑스플로 74> 서전 메시야 대연주회는 한국교회에서의 <메시야> 합창 운동의 확산에 크게 기여했다고 평가되고 있다.
그날 밤 이동훈은 집에 돌아와 쓰러지고 말았다. 몇 달 동안의 과로로 그는 자리에 눕고 만 것이다. 그러나 <엑스플로 74> 대성회의 연합찬양 준비를 시작해야 하는 그는 다시 일어났다. 세계 기독교 역사에 유례가 없을 1만 명 찬양대는 상상이 잘 되지 않는 일이었지만 그것도 이루어졌다. <엑스플로 74> 서전 메시야 대연주회의 대성공은 4개월 후에 열린 대성회에서의 1만 명 찬양대 구성에 힘을 실어주었던 것이다. 이때는 지방에서도 찬양대원들이 올라와 함께했다. 여의도 광장에 마련된 찬양대석은 한쪽 끝에 앉은 단원과 다른 쪽 끝에 앉은 단원이 서로 보이지 않을 정도로 거대했다. 다시 지휘봉을 잡은 이동훈은 그 스탠드 중앙으로부터 상당한 거리를 두고 마련된 지휘석에서 지휘해야 했다. 1만 명 찬양대를 지휘하는 그의 모습은 구약성경에서 이스라엘 백성을 약속의 땅 가나안으로 이끌고 가는 모세 같았고 바알 제사장들에 맞서 하나님만 믿고 홀로 싸우는 엘리야 같았다. 대회기간 중 한 번은 장대비가 쏟아졌다. 그는 주최 측 진행자들이 올라가 앉는 강단의 지휘자 석에 앉아있었다. 다른 순서를 맡은 이들은 주최 측에서 급히 마련해 갖다주는 우산을 받아 썼지만 그는 앉은 그대로 비를 맞으며 미동도 하지 않았고 1만 명 찬양대원들도 그를 따랐다. 그들이 지휘자와 함께 비를 맞으며 찬양하는 것 또한 특별한 감동을 주는 광경이 아닐 수 없었다. 빗줄기가 지휘자와 찬양대원들의 얼굴과 온몸과 악보에까지 흘러내려 흠뻑 적시는 가운데 부른 찬양은 단순한 음악 이전에 1만 명의 신앙고백이었고 가슴 찢음이었다. 이때의 찬양은 여의도광장을 가득 메운 온 청중에게 뜨거운 감동과 회개의 눈물이 솟구치게 하지 않을 수 없었다. 1만 명의 찬양은 불가능하다며 팔짱을 끼고 비웃던 이들 앞에서 이동훈은 사람에게 불가능이 하나님께는 가능임을 여실히 보여주었던 것이다. 이렇게 그 뜨거웠던 8월 1만 명의 찬양대가 부르는 찬양을 들으며 <엑스플로 74> 대성회에 참석한 이들은 연인원 655만 명이나 되었다고 한다.
그는 신앙과 음악으로 하나님께 바쳐진 향기로운 제사의 삶을 살았다. <엑스플로 74> 대성회에서의 연합찬양의 지휘는 이동훈이 그때까지 살면서 지켜온 신앙과 음악을 함께 뭉쳐 한국교회를 위해 하나님께 바친 제사와도 같았다. 어쩌면 하나님께서 그 향기로운 제사를 받으시려고 그를 한국 역사의 그 격동과 고난의 시대를 거치며 그때까지 살아있게 하시고 지켜주셨는지 모른다. 성회는 끝났지만 이동훈은 그가 심혈을 기울여 훈련시킨 연합찬양대가 그대로 흩어지게 할 것이 아니라 계속해서 복음화 운동의 도구로 쓰임 받을 선교합창단으로 재출발하는 것이 좋겠다는 생각을 가졌다. 그가 그 뜻을 대원들에게 밝히자 100여 명이 동참 의사를 밝혔다. 그래서 <한국선교합창단>이 출범하게 되었고 11월 18일에 창단기념 연주회를 갖기로 결정하고 연습에 들어갔다. 모두가 열심이었고 명색이 선교합창단이니만큼 단원들부터 그 연주회에 불신자 한 사람씩을 다 데리고 나오기로 했다. 그러나 하나님께서 이동훈을 들어 쓰시는 것은 거기까지였다. 창단기념 연주회 4일 전 연습을 마치고 돌아오던 이동훈은 집 가까운 대로변에서 버스를 내려 길을 건너던 중 어둠 속에서 질주해온 차에 치어 그의 파란만장하고 치열했던 삶을 마감했다. 그리고 4일 후에 계획되었던 <한국선교합창단> 창단기념 연주회는 그를 추도하는 눈물의 연주회로 돌변하고 말았다. 그러나 짧은 기간이었지만 그와 고락을 같이하며 믿음과 기도로 하나 되었던 모든 이의 애도의 탄식과 눈물 속에서 하나님께서는 향기로운 제사를 받으셨다고 믿는다. 이동훈의 삶은 신앙과 음악으로 하나님께 바쳐진 향기로운 제사였던 것이다.
이동훈이 세상을 떠나고 난 바로 그 다음 달 나온 <월간음악>에서는 그를 기리는 기사를 실으며 <이동훈 교수의 생애: 미완성의 나그네 같은 여정>이라고 제목을 달았다. 그가 창단하고 이끈 합창단의 이름을 필그림(순례자)으로 정했듯이 그의 삶이 나그네 같은 여정이었다는 것은 맞는 말일 것이다. 그러나 그의 삶이 과연 미완성이었을까? 결코 아니다. 물론 그가 더 긴 세월을 살았다면 그는 더 많은 일을 했을 수 있다. 그러나 모든 사람의 삶의 기한은 하나님의 손에 달린 것 아닌가? 중요한 것은 길든 짧든 각자에게 주어진 삶을 하나님 앞에서 얼마나 성실하게 살았는가 하는 것이라면 이동훈은 결코 미완성의 삶을 살지 않았다고 말해야 할 것이다. 왜냐하면 그는 하나님께서 그에게 허락하신 삶의 전 기간을 마지막 순간까지 그의 사명대로 달려갔기 때문이다. 음악가로서, 신앙인으로서. 그가 불의의 사고로 숨을 거둔 순간의 마지막 장면이 그것을 대변해준다. 그가 길가에서 차에 치일 때 그가 허리춤에 끼고 있던 한 무더기의 악보들이 길가에 널리 흩뿌려졌는데 그 악보에는 “주 예수보다 더 귀한 것은 없네”라는 제목이 붙어 있었다. 그가 합창곡으로 편곡한 찬송가의 악보였다. 주 예수 그리스도를 음악으로 널리 전하려 했던 그의 온 삶을 압축적으로 보여주는 상징적 장면이었다. 하나님께서는 그렇게 그를 불러가셨던 것이고 그의 삶은 그것으로 완성된 것이었다. 이동훈은 비록 그의 부친보다 10년 먼저 부르심을 받았지만 10년 후 그의 부친이 그러할 것과 꼭 같이 그의 생의 마지막 순간까지 그에게 주어진 사명을 수행하며 달려갈 길을 온전히 달려간 것이다. 그의 부친 이기혁 목사는 마치 아들과 약속이나 한 듯이, 그 약속을 지키려고 한 듯이, 평생을 복음화 사역에 온전히 바치고 86세의 나이에 하나님의 부르심을 받기 바로 전날까지 있는 힘을 다 쏟으며 복음화를 역설했기 때문이다. 서울의 영락교회에서 있었던 고별예배에서 설교를 맡은 한경직 목사는 “이동훈 교수야말로 한국에 있어서의 진정한 음악선교사였다”고 말하며 그의 업적을 높이 평가하고 그의 죽음을 애도했다.
1974년 11월 18일 영결식이 끝나고 이동훈의 운구행렬은 인천으로 내려가 그가 교가를 작곡해준 인성여자중고등학교 교정을 한 바퀴 돌고 인천제일교회 묘지로 향했으며 그의 시신은 거기에 안장되었다가 그 주변 일대의 재개발사업 때문에 인천제일교회가 대토로 받은 충남 충주시 진달래 메모리얼 파크 내 인천제일교회 묘역에 이장되어 오늘에 이르고 있다. 찬양이 곧 삶이었던 이동훈이 평소에 자주 하던 말이 있다. “하늘나라에 가면 더 이상 기도도 없고 성경공부도 없을 것이다, 오직 찬양만이 영원히 있을 것이다”. 지금 그는 하나님 앞에서 기쁨으로 찬양의 삶을 이어가고 있으리라 믿는다.
76세에 사랑하는 52세의 맏아들을 잃은 이기혁 목사가 겪은 슬픔은 단순히 아들의 죽음 때문이 아니라 가장 소중했던 복음화 운동의 동지를 잃었기 때문이었다. 그는 주위의 사람들에게 두고두고 이렇게 말했다: “자식을 잃은 마음이야 이루 말할 수 없지만 복음화 동지를 잃은 것만큼 비통한 것이 또 어디에 있겠는가?”
이동훈의 죽음으로 가장 큰 충격과 비통함에 빠진 이들은 물론 그의 가족과 부모였겠지만, 그들 못지않게 말로 다 할 수 없는 충격과 비통함에 빠진 이들이 있다. 김준곤 목사 말고도 후암교회의 담임목사 조동진 목사가 그중 한 사람이다. 이동훈이 마지막으로 찬양대 지휘를 한 교회는 후암교회였는데 그는 그때 단순한 찬양대 지휘자가 아니라 조동진 목사의 둘도 없는 복음화 동지로서 그와 함께 원대한 선교의 꿈을 꾸고 있었기 때문이다. 그의 장례식에서 조동진 목사는 조사를 맡아 하며 내내 울먹였다:
“나는 50 평생 수많은 죽음을 보았습니다. 나는 목회 25년 동안 여러 가지 시신 앞에 섰습니다. 그러나 이처럼 충격적이고 단장의 슬픔을 경험하기는 처음입니다. 나는 나의 가장 가까운 신앙의 동지 한 사람을 잃었습니다. (중략) 그는 자신의 영달을 꿈꾸거나 사리와 사욕이나 탐욕을 가져 본 일이 없습니다. 그는 어떻게 음악으로 복음을 전하며 하나님을 찬양하는 일로 이 민족을 그리스도에게 인도할 것인가에만 집념이 있었습니다. 그의 체구는 가늘고 여위었어도 그의 꿈은 웅대하고 그의 뜻은 우주적이며 그의 심정은 세계적이었고 그의 호흡은 전 인류적이었습니다! 그는 꿈의 사람이었습니다! 그는 환상의 사람이었습니다! 그는 신앙의 사람이었습니다! 그는 전도자였습니다! 그가 음악을 사랑하였지만 복음 때문에 사랑한 것입니다! 그가 감으로 한국교회 음악계에 너무도 큰 자리가 났습니다. 바위를 떠낸 자리처럼! 그가 떠나고 난 후에 쓸쓸하고 허전함은 한 교회나 합창단의 상처가 아닌 한국교회의 신앙과 음악과 전도의 한 모퉁이가 크게 비어 버린 것입니다. 어쩌면 그렇게도 그의 아버님의 꿈과 그의 환상이 일치하고 어쩌면 그렇게도 하나님이 나에게 주신 꿈과 환상이 그의 소망과 일치되어 나의 말동무요, 복음의 동지요 그리고 주님의 사역의 동역자로 길이 함께 일하자고 다짐하더니 갑자기 먼저 가고 말았습니다”.

충주의 진달래 메모리얼 파크에 새로 세워지기 전에 인천에 처음 세워진 이동훈의 묘비 앞면에는 다음과 같은 비문이 새겨져 있었다:
```
이동훈 1922~1974
영감이 넘치는 맑고 섬세한 음악인으로
경건하고 단정한 신앙의 사람으로
그리고
구령의 뜨거운 열정을 지닌 전도인으로
높고 웅장한 꿈속에서 일생을 살다 가신 아버님을 추모하며
삼가 이 돌을 세웁니다.
아버님 돌아가신 후 첫 번 생일에.
수철, 수영, 정희, 정옥.
```

이 비문은 이동훈의 네 자녀의 이름으로 되어 있지만 실제로 그 비문을 작성해준 이는 바로 조동진 목사였다. 그 묘비 뒷면에는 이동훈이 마지막으로 작사, 작곡한 찬송곡인 <네가 주를 사랑하나>의 악보가 새겨져 있었다. 그가 직접 쓴 가사만을 보면 다음과 같다:
```
네가 주를 사랑하나 기쁠 때나 슬플 때
네가 주를 잊지 않나 세상 일이 바쁠 때
주여 내가 당신을 잊을 수 있사오리까
주여 내가 언제나 주를 사랑합니다.
```

```
골고다로 갈 수 있나 주가 너를 부를 때
십자가를 질 수 있나 주가 부탁할 때에
주여 내가 당신을 거역할 수 있으리까
주여 내가 언제나 주를 따라가오리
```

```
주가 세상 떠났을 때 세상 어두웠으나
주가 다시 사셨을 때 광명 다시 찾았네
주여 내가 당신이 다시 오실 때까지
주여 내가 언제나 주를 위해 힘쓰리
```

이 가사는 이동훈이 어떤 마음과 생각으로 그의 삶을 살았는지를 여실히 보여주는 신앙고백적인 글이었다. 이동훈의 이 마지막 찬송곡의 제목을 그대로 제목으로 해서 나온 책이 있다. 그의 아내 김병숙 권사가 남편을 회고하며 쓴 책 <네가 주를 사랑하나>이다. 이 책은 읽는 이마다 한 번 읽기 시작하면 다 읽을 때까지 손을 놓을 수가 없다고 한다. 그 책에 그의 둘째 아들 이수영 목사가 붙인 머리글 또한 이동훈의 삶의 일면을 잘 보게 해준다:
“아버지는 너무나 고생을 많이 하시다가 너무 일찍 가셨다. 완숙의 경지에서 한참 일하시며 절정의 인생을 살기 시작하실 나이 오십삼 세에 갑자기 하나님의 부르심을 받으신 것이다. ‘아까운 분, 세상을 잘못 만나셨다’는 것이 아버지를 아는 많은 사람들이 하는 얘기다. 그래서 아버지 생각을 하면 가슴이 저려오고 코끝이 시큰해지며 눈가에 이슬부터 맺히곤 한다. 돌아가신지 삼십칠 년이 지났는데도 여전히 그렇다. 하물며 어머니는 말해 무엇 하랴. 그 어머니가 아버지를 회고하는 글을 쓰셨다. 세상 떠나시기 전에 꼭 남기고 싶으셨던 것 같다.
어머니에게는 예나 지금이나 한결같이 아버지는 천재시다. 그보다 더 음악성이 뛰어난 사람은 없다. 그뿐 아니라 아버지는 그림 솜씨, 글 솜씨 등 운동만 빼고 모든 면에서 뛰어나셨다. 천성이 깨끗하고 강직하며 아부할 줄 모르셨고 욕심이 없으셨다. 그러니 세상 말로 출세하기는 틀린 분이셨고 고생만 많이 하셨다. 음악가셨으니 연주회를 늘 하셔야 했다. 연주회를 안 하는 음악가는 음악가가 아니라는 것이 아버지의 지론이셨다. 돈 안 생기는 교회음악만 하셨으니 연주회를 한 번 할 때마다 우리는 매번 이사를 가야 했다. 조금 더 싼 집으로, 점점 더 변두리로. 가족을 함께 고생시킨다는 생각 때문에 아버지는 마음고생이 크셨을 것이다. 그래도 우리는 아버지가 살아계실 때 가장 행복했다. 가난했어도 온 식구가 다 모이는 저녁시간부터 자정이 넘기까지 우리 집안은 노래와 웃음판으로 늘 즐거웠다. 우리 온 식구가 할아버지가 설교하시는 교회에서 특별출연하여 악기로 연주하고 노래로 찬양하며 다닐 적이 가장 그립다.
아버지에게는 교회음악가로서 고고하게 살려고 할 때 오는 온갖 고난을 이겨내게 한 가장 큰 힘이 두 가지 있었다. 하나는 그의 신앙 곧 하나님 사랑이었고, 다른 하나는 어머니와의 사랑이었다. 아버지는 어머니를 너무나 사랑하셨고 어머니 또한 아버지를 절대적으로 믿고 사랑하셨다. 하나님 사랑과 어머니 사랑이 아버지를 그 고난의 생애 속에서 끝까지 버텨준 힘이었다. 어머니가 아버지를 처음 만나셨을 때부터 오늘까지 칠십여 년 동안 조금도 변함없이 마음에 간직해온 아버지에 대한 사랑과 신뢰와 그리움을 글로 담아 남기셨다. (이하 생략) ”
이 책은 2012년 3월 28일 출판되었다. 김병숙 권사는 이 책을 받아보고 빨리 하늘나라에 가서 남편에게 보여주려는 듯 단 사흘 후인 3월 31일 병상에서 조용히 눈을 감았다. 이제 해야 할 일을 다 했다는 안도와 만족과 기쁨과 감사 속에서일 것이다.
이동훈의 음악가로서의 삶과 신앙인으로서의 삶은 그대로 그의 후손들이 물려받아 이어가고 있다. 그의 생전에는 온 가족이 합창단원으로 그와 함께 하나님을 섬겼고, 그가 떠난 후에는 각자가 연주자로, 지휘자로, 찬양사역자로, 전도인으로 활약하고 있는 것이다.
이동훈의 아내 김병숙 권사는 남편의 소천 후 30여 년간 그를 따라다니며 익힌 음악성과 지휘법을 사장시키지 않고 그녀가 속했던 영락교회의 여전도회성가대를 지휘했으며 교회에서 은퇴하면서는 에스더구국기도회의 <에스더선교합창단>의 지휘자로 20여 년간 활약하며 남편 이동훈이 추구하던 찬양선교의 정신을 이어갔다. 한국교회여성지휘자협회 이사장도 역임한 바 있는 그녀는 찬양을 통한 선교를 위해서는 죽으면 죽으리라는 각오로 92세에 이르기까지 정정하게 무대에 서서 열정적으로 지휘함으로써 여성합창 지휘자들이 흠모하며 본받고 싶어 하는 모델이 되었다. 이동훈이 없었더라면 이런 지휘자로서의 그녀는 없었을 것이다. 그녀는 남편으로서의 이동훈에게서 삶으로 음악을 배우기도 했지만 3년간 영락여자신학교를 다니며 거기서 교회음악을 가르치던 교수 이동훈으로부터도 많은 것을 배워 사실상 남편보다 더 긴 세월을 성가합창지휘자로 활동할 수 있었다.
이동훈처럼 바이올린을 전공한 장남 이수철은 서울대학교 음악대학 기악과 재학 시절 한국에서의 본격적인 실내악단의 효시인 바로크합주단의 악장과 독주자로 활약했다. 졸업 후에는 서울시립교향악단의 단원으로 연주 활동을 시작했고, 미국에서의 유학과 교수 생활과 연주 활동 후 귀국해서는 음악대학에서 가르치는 한편 <세바스챤 실내악단>을 창단하고 음악감독 겸 독주자로 활발한 연주 활동을 펼쳤다. 그리고 그 역시 음악으로 주님을 위해 쓰임 받고자 했던 뜻을 따라 부친 이동훈의 뒤를 밟으며 일찍이 새문안교회, 영락교회, 갈보리교회, 충현교회에서 찬양대를 지휘했고 마지막에는 주안교회에서 장로로서 찬양대 지휘자와 음악감독으로 활약하는 한편 이동훈이 오랜 세월 열정을 바치며 주도적으로 섬겼던 한국교회음악협회의 이사장을 역임하는 등 교회음악 발전에 많은 힘을 쏟기도 했다.
이동훈의 장손 즉 이수철의 아들인 이시원 역시 바이올린을 전공하며 일찍이 17세의 나이에 뉴욕 카네기홀에서 열린 이스라엘 건국과 이스라엘 필하모닉 창단 50주년 기념연주회에서 세계적인 바이올리니스티들인 이착 펄만과 핀커스 주커만이 지휘하고 연주하는 비발디의 <사계> 공연에서 그들과 함께 독주자로 무대에 섬으로써 그 실력을 인정받았고 바이올리니스트로서, 실내악단 지휘자로서 왕성한 연주 활동을 펴고 있다. 그리고 그에게도 어려서부터 하나님의 영광과 하나님의 나라의 확장을 위해 자신의 달란트를 헌신하겠다는 결심이 있었고 현재 미국에서 음악대학 교수로 재직하면서 주일에는 교회에서 찬양대 지휘를 해오다가 최근에는 신학을 공부하여 목사안수를 받고 겸직으로 교회에서 목회도 하고 있다. 음악과 함께 복음을 전하는 일에 헌신하려는 선조들의 신앙의 열정이 그의 피 속에서도 뜨겁게 흐르고 있는 것이다.
이동훈의 장녀인 이정희는 피아노를 전공하고 오랜 세월 교회 반주자로, 합창 지휘자로서의 삶을 이어갔고 미국으로 이주해서는 <필그림선교합창단>을 창단해 합창을 통한 복음 전도 사역에 힘을 쏟았다. 그녀는 첼로를 전공한 그녀의 첫째 딸, 바이올린을 전공한 둘째 딸과 함께 3모녀 3중주단을 이루어 많은 연주 활동을 하며 그들이 거주하던 미국 오레곤 주에서 음악 가족으로 명성을 떨쳤다. 그중 둘째 딸은 현재 프랑스 남부의 큰 도시 뚤루즈(Toulouse)의 시립교향악단에서 연주 활동을 계속하고 있으며, 어려서 한때 역시 바이올린을 배우던 셋째 딸은 신학공부를 한 후 현재 목사 사모로서의 삶을 살고 있다.
이동훈의 신앙과 교회를 위한 사명감은 다른 모양으로 그의 차남 이수영이 물려받았다. 그 또한 어렸을 때 부친에게서 바이올린을 배웠지만 그는 끝까지 음악의 길을 가지 않고 철학을 거쳐 신학의 길을 갔다. 이동훈이 하나님의 부르심을 받을 때 장로회신학대학교 신학대학원 졸업을 앞두고 있었던 그는 졸업 후 프랑스 유학을 마치고 돌아와 장로회신학대학교 교수를 16년간 역임하고 새문안교회의 담임목사로 16년여 목회하며 한국교회를 위한 사역을 수행했고, 그의 자녀들도 지금 혹은 교육전도사로, 혹은 찬양사역자로 열심히 교회를 섬기고 있다.
이동훈의 차녀 이정옥 또한 목사 사모로서 영남신학대학교와 서울장신대학교 총장을 지낸 남편을 성실히 내조해 오면서 한편으로는 쉬지 않고 합창단원으로서 활동하고 있다. 그녀는 모친 즉 이동훈의 아내가 지휘하던 <에스더선교합창단>에서 30년 넘게 찬양하며 다년간 단장으로 섬기기도 했고 지금도 단원으로서 찬양을 통한 선교활동을 계속하고 있다.
이렇게 음악가 이동훈의 피와 신앙인 이동훈의 피는 아직도 식을 줄 모르고 그의 후손들 가운데 소중한 유산으로 흐르고 있다. 이동훈의 삶은 결코 미완성이 아니라 현재진행형이라 말해야 할 것이다.

## 경력
- 1967년 찬송가 개편위원회 음악위원,
- 1969년 한국복음전도대회 연합성가대 지휘
- 1974년 엑스플로’74 음악분과 위원장 및 대연합찬양대 지휘
- 필그림합창단 창단 및 30년간 지도
- 한국합창연맹
- 서울교회음악연구회
- 한국교회음악협회
- 한국선교합창단 등 합창단과 음악단체 창립 및 이사 등 역임

## 대표작
- 〈가슴마다 파도친다〉
- 〈어둔 밤 마음에 잠겨〉
- 〈한 길밖에 없네〉 등 다수

## 참고문헌
- 이수영, "교회음악으로 하나님께 향기로운 제사를 드린 지휘자 이동훈", <기억하고 싶은 하나님의 사람들 1 / 인천>, 이종전 편집 (아벨서원, 2023)
- 김병숙, <네가 주를 사랑하나>, 서울, 홍림, 2012, 267p.
- <한국교회여성지휘자협회보> 제15호, 2008년 2월, p.7-9
- <월간음악> 1974년 12월호(통권 제49권), p.64-65
- <교회음악> 1975년 가을호(통권 4호), p.41-46
- <기독음악저널> 1997년 5월호(통권 19호), p.8-12
- <기독음악저널> 1999년 11월호(통권 49호), p.9
- 조숙자, 한국 개신교 찬송가 연구, 장로회신학대학교출판부, 서울, 2003, 406p.
- CHOIR & ORGAN Korea, July 2007, Opus 78, p.14

## 같이 보기
- 김병숙
- 이기혁
- 이수영